# Krivaja (okręg maczwański)
Krivaja (cyr. Криваја) – wieś w Serbii, w okręgu maczwańskim, w mieście Šabac. W 2011 roku liczyła 812 mieszkańców.